# たらふく丼
たらふく丼（たらふくどん）は佐賀県太良町のご当地グルメ。太良町内で販売されている豚肉、太良町産の食材を用いた丼物である。
2014年4月より、太良町内の飲食店など13店舗で各店舗で具材や味付けを変えたたらふく丼の提供が開始された。太良町役場や観光協会では、たらふく丼を提供する各店舗とメニューを紹介するミニブックを作成し配布を行った。

## たらふく丼の掟
たらふく丼には以下の「掟」が定められている。
- 太良町内販売店の豚肉を必ず使うこと。
- 豚肉以外の素材も太良町内の産品を使うこと。
- 価格は1000円以内（2019年時点）で提供すること。
- 年間を通して提供できるメニューであること。